# Bill Neil
William Herbert „Bill“ Neil (* 24. September 1939 in Long Beach, Kalifornien) ist ein US-amerikanischer Spezialist für visuelle Effekte beim Film.

## Leben
William Herbert Neil wurde am 24. September 1939 in Kalifornien geboren. Er hat einen älteren Bruder (* 1934) und eine ältere Schwester, die Filmemacherin Eleanor Coppola (1936–2024). Sein Vater, der als politischer Karikaturist für den  Los Angeles Examiner tätig war, starb bereits Mitte der 1940er Jahre. Die Mutter Delphine Neil zog die drei Kinder allein im südkalifornischen Huntington Beach auf.
1969 war Neil bei der Produktion des Films Liebe niemals einen Fremden, bei dem sein Schwager Francis Ford Coppola die Regie führte, erstmalig als Kameramann für Miniatur- und Optik-Effekte tätig. Später arbeitete er für Industrial Light & Magic (ILM). Ab Anfang der 1980er Jahre wirkte er dort an zahlreichen Filmproduktionen wie Das Imperium schlägt zurück, Jäger des verlorenen Schatzes, Poltergeist und Die Rückkehr der Jedi-Ritter als Spezialeffekt-Kameramann mit. Danach wechselte er zur Entertainment Effects Group (EEG), die 1983 von den von Richard Edlund neu gegründeten Boss Film Studios übernommen wurde. Dort arbeitete Neil unter anderem an Effekten der Filme Ghostbusters – Die Geisterjäger, 2010: Das Jahr, in dem wir Kontakt aufnehmen und Die rabenschwarze Nacht – Fright Night. Neil blieb bis 1988 für die Boss Film Studios tätig. Von 1989 bis 1996 arbeitete bei Sony Pictures Entertainment. Von 1997 bis 1999 war er beim Spezialeffektunternehmen Digital Domain tätig. Von 2005 bis 2006 arbeitete er als Spezialeffektkameramann bei Warner Bros. Mitte der 2000er Jahre zog sich Neil weitestgehend ins Privatleben zurück.
Seine Arbeit an den Spezialeffekten bei der Produktion von Poltergeist II – Die andere Seite brachte ihm bei der Oscarverleihung 1987 gemeinsam mit Richard Edlund, John Bruno und Garry Waller eine Nominierung für den Oscar für die Besten visuellen Effekte ein.
Er ist Mitglied der American Society of Cinematographers (ASC).
Sein Sohn Christopher Neil ist als Schauspiellehrer und Berater für Proben tätig.

## Filmografie
- 1969: Liebe niemals einen Fremden (The Rain People)
- 1975: He Is My Brother
- 1980: Das Imperium schlägt zurück (The Empire Strikes Back)
- 1981: Jäger des verlorenen Schatzes (Raiders of the Lost Ark)
- 1982: Poltergeist
- 1983: Die Rückkehr der Jedi-Ritter (Return of the Jedi)
- 1983: Der Stoff, aus dem die Helden sind (The Right Stuff)
- 1984: Ghostbusters – Die Geisterjäger (Ghostbusters)
- 1984: 2010: Das Jahr, in dem wir Kontakt aufnehmen (2010)
- 1985: Die rabenschwarze Nacht – Fright Night (Fright Night)
- 1986: Poltergeist II – Die andere Seite (Poltergeist II: The Other Side)
- 1986: Big Trouble in Little China
- 1986: Solarfighters (Solarbabies)
- 1986: Matter of Heart (Dokumentarfilm)
- 1987: Masters of the Universe
- 1987: Bill Cosby – Die Superkanone (Leonard Part 6)
- 1988: Stirb langsam
- 1988: Vibes – Die übersinnliche Jagd nach der glühenden Pyramide (Vibes)
- 1990: Dick Tracy
- 1990: Ghost – Nachricht von Sam (Ghost)
- 1990: Edward mit den Scherenhänden (Edward Scissorhands)
- 1991: Hearts of Darkness – Reise ins Herz der Finsternis (Hearts of Darkness: A Filmmaker's Apocalypse; Dokumentarfilm)
- 1992: Bram Stoker’s Dracula
- 1993: Matinée
- 1993: Kuck mal, wer da jetzt spricht (Look Who’s Talking Now)
- 1994: Tödliche Geschwindigkeit (Terminal Velocity)
- 1995: Judge Dredd
- 1996: Matilda
- 1997: Das fünfte Element (The Fifth Element)
- 1997: Der Morgen stirbt nie (Tomorrow Never Dies)
- 1998: Paulie – Ein Plappermaul macht seinen Weg (Paulie)
- 2000: Supernova
- 2000: Wild Christmas (Reindeer Games)
- 2000: Thomas, die fantastische Lokomotive (Thomas and the Magic Railroad)
- 2004: I, Robot
- 2006: Superman Returns